# Carl Orff

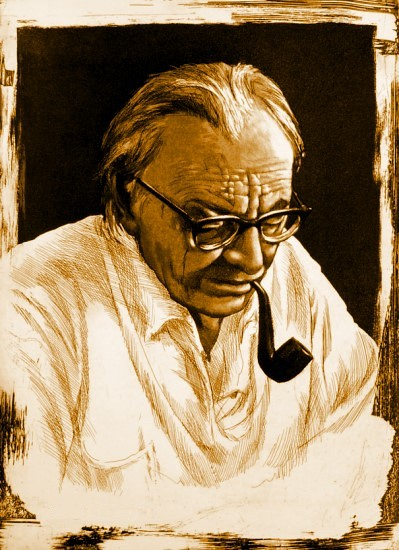
Carl Orff

Carl Orff (Munique, 10 de julho de 1895 – Munique, 29 de março de 1982) foi um compositor alemão, um dos mais destacados do século XX, famoso sobretudo por sua cantata Carmina Burana.
Contudo, a sua maior contribuição se situa na área da pedagogia musical, com o Método Orff de ensino musical, baseado na percussão e no canto. Orff criou uma escola de educação musical para crianças e leigos em 1925, no qual trabalhou até a data do seu falecimento.

## Vida
Carl Orff se recusava a falar publicamente sobre seu passado. É sabido entretanto que nasceu em Munique, oriundo de uma família da alta burguesia bávara, muito ativa na vida militar alemã.
Orff estudou na Academia de Música de Munique até 1914. Serviu então às forças armadas durante a Primeira Guerra Mundial. Posteriormente, atuou nas óperas de Mannheim e Darmstadt, retornando depois a Munique, para continuar seus estudos musicais.
Em 1925 foi co-fundador da Guenther School, para atividades físicas, músicas e dança em Munique, na qual trabalhou com iniciantes em música até o fim de sua vida. Pelo constante contato com crianças, desenvolveu suas teorias de educação musical neste período.
Embora a associação de Orff com o nazismo nunca tenha sido comprovada, Carmina Burana tornou-se muito popular na Alemanha nazista depois de sua apresentação na cidade de Frankfurt, em 1937. Orff era amigo de Kurt Huber, um dos fundadores do movimento de resistência Die Weiße Rose (em alemão, "A rosa Branca"), condenado à morte pelo Volksgerichtshof e executado pelos nazistas em 1943. Depois da Segunda Guerra Mundial, Orff alegou ter sido membro do grupo, tendo-se envolvido na resistência, mas não há evidências disso.
Orff foi enterrado na igreja barroca do Mosteiro de Andechs, no priorado de Andechs, sul de Munique.

## Trabalho musical
Carl Orff é mais conhecido por Carmina Burana (1937), uma cantata encenada. É a primeira de uma trilogia intitulada Trionfi, que também inclui Catulli Carmina e Trionfo di Afrodite. Essas composições refletem seu interesse pela poesia medieval alemã. É descrita pelo compositor como "a celebração de um triunfo do espírito humano pelo balanço holístico e sexual". O trabalho foi baseado no verso erótico do século XII de um manuscrito chamado Carmina Burana (Bayerische Staatsbibliothek, Codex latinus monacensis, Clm 4660 & Clm 4660a), encontrado num mosteiro Benediktbeuern da Baviera em 1803 e escritos pelos goliardos. Apesar de moderno em algumas de suas composições, Orff soube capturar o espírito da era medieval em sua trilogia. Os poemas medievais foram escritos em uma forma arcaica de alemão e latim.
Com o sucesso de Carmina Burana, Orff abandonou todos os seus trabalhos anteriores, exceto por Catulli Carmina e En trata, que foram reescritos até serem reaceitos por Orff. Carmina Burana é provavelmente a peça mais famosa composta durante a época da Alemanha nazi. Foi tão popular que Orff recebeu subsídios em Viena para compor uma música para Sonho de uma Noite de Verão, a fim de substituir a música banida de Mendelssohn.
Orff relutava em denominar seus trabalhos simplesmente como óperas. Por exemplo, ele designou Der Mond (ou A lua em língua alemã) (1939) como Märchenoper (ou Ópera de conto de fadas). Die Kluge (A mulher sábia) (1943) também se incluía na mesma categoria, segundo ele. Em ambas as composições existe o mesmo som medieval ou atemporal, sem copiar os idiomas musicais do período.
Sobre Antigonae (1949), Orff alega que não era uma ópera, mas sim uma configuração musical de uma tragédia arcaica. O texto é uma excelente tradução para o alemão, por Friedrich Hölderlin, da peça de Sófocles do mesmo nome. A orquestração depende muito da percussão, mas é simples. Foi definida por muitos como minimalista, em razão da linha melódica da obra.
O último trabalho de Orff, De Temporum Fine Comoedia (Uma peça para o final dos tempos), teve sua apresentação no festival de música de Salzburgo em 20 de agosto de 1973, executada por Herbert von Karajan com a Orquestra Sinfônica e de Coro de Colônia.

## Trabalho pedagógico
Ao longo de sua vida, Orff trabalhou bastante com crianças, usando a música como uma ferramenta educacional, tanto a melodia e o ritmo, tratadas através de palavras.
Nos círculos pedagógicos, Orff é lembrado por essa nova abordagem da educação musical, desenvolvida junto com Gunild Keetman e consubstanciada no seu método Orff-Schulwerk (1930-35). Sua simples instrumentação permite que mesmo crianças não iniciadas possam executar peças musicais com facilidade. O termo Schulwerk em alemão significa tarefa (ou trabalho) escolar.

## Obras musicais

### Obras de teatro
- Gisei – Das Opfer (depois do drama japonês Terakoya), Musikdrama, op. 20 (1913); UA: 30. 1. 2010 Staatstheater Darmstadt)
- Lamenti depois Claudio Monteverdi:
  - Orpheus (1924; nova versão 1939)
  - Klage der Ariadne (1925, nova versão 1940)
  - Tanz der Spröden (1925, nova versão 1940)
- „Trionfi“
  - Carmina Burana (1937)
  - Catulli Carmina (1943)
  - Trionfo di Afrodite (1953)
- „Märchenstücke“
  - Der Mond, ein kleines Welttheater (1939)
  - Die Kluge (1943)
  - Ein Sommernachtstraum (1917, 1939, 1952, versão final 1962 UA: 1964)
- „Bairisches Welttheater“
  - Die Bernauerin (1947)
  - Astutuli, eine bairische Komödie (1953)
  - Comoedia de Christi Resurrectione, Peça de teatro de Páscoa (1956)
  - Ludus de nato Infante mirificus, Peça de teatro de Natal (1960)
- „Theatrum Mundi“
  - Antigonae (1949)
  - Oedipus der Tyrann (1959)
  - Prometheus (1968)
  - De temporum fine comoedia (1973, nova versão 1977)